# Zsaruballada
A Zsaruballada (The Ballad of Booth) a Született feleségek (Desperate Housewives) című amerikai filmsorozat százharmincharmadik epizódja. Az Amerikai Egyesült Államokban először az ABC (American Broadcasting Company) adó vetítette 2010. május 2-án.

## Mellékszereplők
- John Barrowman - Patrick Logan
- Max Carver - Preston Scavo
- Samuel Page - Sam Allen
- Shawn Pyfrom - Andrew Van de Kamp
- Rick Pasqualone - John Booth nyomozó
- Karl Makinen - Furst nyomozó
- Josh Zuckerman - Eddie Orlofsky

## Az epizód cselekménye
Gaby megtudja, hogy Carlos nem szereti a lasagnéjét, ezért úgy dönt, hogy Angie-től, az olasz receptek királynőjétől kér segítséget. Angie-nek pedig ez remek alkalom arra, hogy segítséget kérjen szorult helyzetében. Susan és Mike arra kényszerülnek az adósságaik miatt, hogy bérbe adják a Lila Akác Közben álló házukat. Lynette eközben megtudja, hogy Eddie anyja meghalt, így ő akarja elmondani a fiúnak...

## Mary Alice epizódzáró monológja
- A narrátor, Mary Alice monológja az epizód végén így hangzik (a magyar változat alapján):

"Mi emberek nap, mint nap hozunk döntéseket. És ezek a döntések határoznak meg minket. Van, aki úgy dönt hűséges lesz, bár dühös és sértve érzi magát. Van, ki úgy dönt bátor lesz, bár majd eszét veszi a félelem. És van, aki úgy dönt, hogy harcba száll mikor el is menekülhetett volna. De mi van azon szerencsétlenekkel, akiket gúzsba kötnek a körülmények? Mi lesz azzal, akinek nem maradt választása?"

## Epizódcímek más nyelveken
- Angol: The Ballad of Booth (Booth balladája)
- Francia: L'encombrant M. Sam (A nagy Mr. Sam)
- Olasz: Scelte sbagliate (Hibás döntések)
- Német: Entscheidungen (Döntések)
- Makedón: Балада за Бут (Booth balladája)
- Arab: خفي (Menedék)